# Roepera aurantiaca
Roepera aurantiaca är en pockenholtsväxtart. Roepera aurantiaca ingår i släktet Roepera och familjen pockenholtsväxter.

## Underarter
Arten delas in i följande underarter:
- R. a. aurantiaca
- R. a. cuneata
- R. a. simplicifolia
- R. a. verticillata